# Korsvang Station
Korsvang Station var en station på Troldhede-Kolding-Vejen Jernbane (1917-68). Den lå lidt nord for gården Korsvang mellem landsbyen Ferup og Fynslund. Stationen havde 96 m læssespor med sporskifte i begge ender og siderampe.
Stationsbygningen blev tegnet af arkitekt Robert V. Schmidt. Den er bevaret på Fynslundvej 64 som privat bolig. Til gengæld er der ikke noget tilbage af sporene i området.